# Jean Saubertová
Jean Marlene Saubertová, 1. května 1942 Roseburg, Oregon - 14. května 2007 Bigfork, Montana, byla americká sjezdová lyžařka, která získala na 9. zimních olympijských hrách 1964 v Innsbrucku dvě medaile, stříbrnou v obřím a bronzovou v klasickém slalomu.

## Život
Saubertová se narodila ve městě Roseburg, stát Oregon, a vyrůstala uprostřed přírody v komunitě Cascadia. Její otec zde byl lesníkem. Zde se na struskovém kopci Hoodoo Butte učila také lyžovat a začala závodit na okolních horách (Mount Hood, Mount Bachelor). Roku 1960 maturovala na Lakeview High School. Tehdy s rodiči navštívila zimní olympiádu 1960 ve Squaw Valley a byla nadšena.
V první polovině 60. let dosáhla vrcholných mezinárodních úspěchů ve sjezdovém lyžování. Roku 1966 dokončila Oregonskou státní univerzitu, krátce učila ve Vailu v Coloradu. Její další činnost byla spojena s mormonskou církví a získala magisterskou hodnost na Brigham Young University. Zde se pak věnovala tři roky výuce a trénování lyžování a po návratu do Oregonu začala vyučovat na základní škole v Hillsboro. V roce 1976 byla zapsána do Americké národní lyžařské Síně slávy a r. 1983 do Oregonské sportovní síně slávy. V roce 2002 byla členkou štafety, která donesla olympijský oheň při zahájení zimní olympiády 2002 v Salt Lake City.
Roku 2000 odešla na odpočinek, týž rok byla hostem LOH v Sydney. V roce 2001 jí byla diagnostikována rakovina prsu. Od roku 2002 žila v Bigforku v Montaně, věnovala se pomoci místním základním školám, církvi a byla předsedkyní ženského golfového klubu v Eagle Bendu. Zemřela bez vlastní rodiny v Bigforku 14. května 2007. Byla pohřbena po boku svých rodičů ve Florence v Oregonu.

## Sportovní dráha
V olympijském týmu USA byla Saubertová od roku 1962. První její vystoupení na vrcholné soutěži bylo Mistrovství světa ve sjezdovém lyžování 1962 v Chamonix. Zde skončila šestá v obřím slalomu. Ve své sjezdařské kariéře získala dohromady osm národních titulů ve všech tehdy provozovaných disciplínách (sjezd, slalom, obří slalom, kombinace).
Po úspěšné innsbrucké olympiádě se v roce 1966 Saubertová účastnila mistrovství světa ve sjezdovém lyžování v chilském Portillu a byla čtvrtá ve slalomu. Po tomto MS ukončila sportovní kariéru.

## Jean Saubertová na olympijských hrách 1964
Saubertová byla na olympiádě v Innsbrucku jedinou reprezentantkou USA, která získala dvě medaile (Američané získali na ZOH v Innsbrucku dohromady pouze šest medailí). Sváděla famózní boje s tehdy kralujícími francouzskými sestrami Christine a Marielle Goitschelovými.

### Obří slalom
Na sjezdovce u Innsbrucku kralovala v obřím slalomu Marielle Goitschelová suverénně, vyhrála časem 1:52,24 min skoro o sekundu. Zato boj o druhé místo zůstal nerozhodnut a byly uděleny dvě stříbrné medaile. Rovným časem 1:53,11 s je získaly Christine Goitschelová a Jean Saubertová.

### Slalom
V klasickém slalomu (neboli „slalomu speciál“) si francouzské sestry pořadí vyměnily, zvítězila Christina (1:29,86 min) před Marielle (1:30,77 min), třetí za nimi byla Jean Saubertová časem 1:31,36 min.